# Pierre Vigny
Pierre Vigny (Taninges, 1866. március 25. – Nyon, 1943. szeptember 22.) francia fegyvermester volt, aki a 19. század végén és a 20. század elején tevékenykedett. A francia savate és a canne de combat elnevezésű botvívás művészetére specializálódott, amelyet alaposan átalakított, hogy jobban megfeleljen a hatékony önvédelemről szóló elméleteinek.

## Életrajz
Pierre Vigny 1866. március 25-én született Taninges-ben, Haute-Savoie-ban.
1886-ban Grenoble-ban csatlakozott a francia tüzérség második ezredéhez. A hadsereget 1898-ban elhagyva Genfben fegyver- és önvédelmi iskolát alapított, majd Londonba költözött, ahol az Edward William Barton-Wright által működtetett Bartitsu Club vezető oktatója lett. Ez idő tájt Vigny hagyományt teremtett a küzdősportok és önvédelmi képességek éves bemutatóinak is.
1903-ban Vigny megnyitotta saját önvédelmi akadémiáját Londonban, a Berner Street 18. szám alatt. Ebben az időszakban feleségül vett egy Miss Sanderson nevű fiatal nőt, aki a segédoktatója lett. Továbbra is közelharcoktatóként dolgozott, többek között az Aldershot Katonai Iskolában újoncokat képzett. Néhány évvel később felesége, Marguerite kifejlesztett egy esernyővel végzett önvédelmi technikát.
1912-ben Vigny visszatért Genfbe, és ott alapított egy másik önvédelmi iskolát.

## A Vigny-módszer a botvívásban

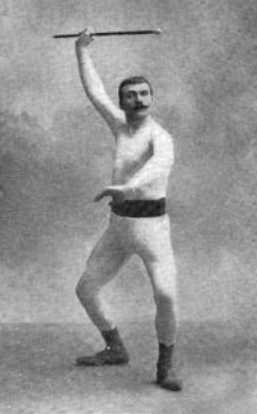
Pierre Vigny

Vignyre ma leginkább úgy emlékeznek, mint a botvívás egyedülálló stílusának megalapítójára, amely a sétapálcákat és esernyőket használta önvédelmi fegyverként. Módszerének egyes aspektusait E. W. Barton-Wright jegyezte le a Pearson's Magazine 1901-ben megjelent Self Defence with a Walking Stick című cikksorozatában.
1923-ban H. G. Lang főfelügyelő, az indiai rendőrség tisztje könyvet írt The Walking Stick Method of Self Defence címmel, amely nagyrészt a Vigny-teknikából merített, melyet Vigny tanítványával, Percy Rolttal folytatott övédelmi gyakorlaton keresztül ismert meg. Az 1940-es években Lang könyve lett a Palesztinában élő zsidók tízezreinek önvédelmi képzésének alapja.

## Bibliográfia
- Lang, H.G. The Walking Method of Self-Defence by an Officer of the Indian Police London: Athletic Publications, LTD 1923